# Güvercinlik, Bodrum
Güvercinlik là một xã thuộc huyện Bodrum, tỉnh Muğla, Thổ Nhĩ Kỳ. Dân số thời điểm năm 2011 là 1.276 người.